# Chrysocraspeda pulverimargo
Chrysocraspeda pulverimargo là một loài bướm đêm trong họ Geometridae.